# Koprivnica (Kakanj)
Koprivnica es un pueblo ubicado en la municipalidad de Kakanj, en el cantón de Zenica-Doboj, Bosnia y Herzegovina.

## Superficie
Posee una superficie de 2,43 kilómetros cuadrados.

## Demografía
Hasta 2013 la población era de 243 habitantes, con una densidad de población de 100,0 habitantes por kilómetro cuadrado.